# Michele Santoro
Michele Santoro (Salerno, 2 de julio de 1951) es un periodista y presentador de televisión italiano.
También sirvió hasta octubre de 2005 como miembro del Parlamento Europeo por el Sur de Italia con la lista Unidos en el Olivo, parte del Grupo Socialista y fue miembro de la Comisión de Libertades Civiles, Justicia y Asuntos de Interior del Parlamento Europeo, siendo suplente de la Comisión de Cultura y Educación, miembro de la Delegación en la Comisión de Cooperación Parlamentaria UE - Rusia y suplente de la Delegación en la Comisión Parlamentaria Mixta UE- Croacia.

## Primeros años
Santoro nació en Salerno.
Licenciado en Filosofía, debutó exitosamente en los medios de comunicación italianos como redactor jefe del periódico regional La Voce della Campania ("La Voz de Campania"). Además, colaboró con diversos periódicos y revistas nacionales, incluyendo Il Mattino, L'Unità y Epoca.
Antes de ser contratado por la RAI, acumuló experiencia trabajando en varias emisoras de radio. Inició su carrera en la RAI dentro de TG3, la división de noticias de Rai 3, donde comenzó como corresponsal en el extranjero. Posteriormente, creó y produjo especiales de televisión y programas semanales, y finalmente asumió el cargo de corresponsal jefe de cultura, siempre en TG3.

## Carrera mediática
La popularidad de Michele Santoro se cimentó en su labor como autor y presentador de programas de periodismo televisivo como Samarcanda, Il rosso e il nero y Temporeale. Estas producciones, de marcada orientación izquierdista, se emitieron durante un periodo de agitación política en Italia, como la época de Mani Pulite. Los programas de Santoro se caracterizaban por incluir debates con políticos, reportajes innovadores y la participación activa de la audiencia, convirtiéndose en espacios donde el pueblo italiano podía cuestionar directamente a sus líderes, a menudo percibidos como corruptos o incompetentes.
Sin embargo, sus programas han sido objeto de críticas constantes por su inclinación ideológica y falta de imparcialidad. En años recientes, estas críticas se intensificaron debido a sus ataques a Silvio Berlusconi y otros parlamentarios italianos de derecha.
Michele Santoro dejó la RAI en 1996 debido a desacuerdos con la dirección de la televisión pública. Posteriormente, trabajó brevemente en las redes de Silvio Berlusconi, aunque abandonó Mediaset poco después, argumentando que el continuo papel político de Berlusconi era incompatible con su influencia como principal empresario de medios en Italia.
Tras su regreso a la RAI, Santoro dirigió dos programas: Circus, emitido en Rai 1, y Sciuscià, en Rai 2. Este último se destacó por consistir frecuentemente en una serie de reportajes narrados con un estilo cinematográfico.
En los últimos años, Michele Santoro fue acusado repetidamente de partidismo por la coalición de derecha Casa de las Libertades, liderada por Silvio Berlusconi y cuyo holding controla Mediaset. Tras su victoria en las elecciones generales italianas de 2001, dicha coalición instaló una nueva junta directiva en la RAI. El programa Sciuscià permaneció en antena hasta mayo de 2002.

### Los ataques de Berlusconi
La nueva dirección de la RAI, designada por el gobierno de centroderecha, decidió no renovar el contrato de Santoro. Esta decisión siguió a una declaración de Silvio Berlusconi, entonces primer ministro de Italia, durante una conferencia de prensa en Sofía, Bulgaria, donde afirmó: "Santoro, Biagi y Luttazzi usaron la televisión pública, financiada por todos, de una manera criminal. Creo que es un deber específico de la nueva junta directiva de la RAI garantizar que esto no vuelva a suceder".
Poco después, ni Santoro ni los otros dos aludidos lograron más trabajo en la RAI, y trabajar para las cadenas de televisión de Berlusconi, que constituyen la otra mitad del sistema televisivo, resultaba evidentemente inviable. Se abrió un litigio cuando Santoro impugnó una violación de su contrato por parte de la RAI. Una decisión judicial a su favor debería haber obligado a la RAI a asignarle la dirección de una revista de actualidad, pero finalmente Santoro fue excluido.

### Candidato al Parlamento Europeo
En las elecciones europeas de 2004, Santoro aceptó la oferta de candidatura propuesta por la confederación de centroizquierda Unidos en el Olivo. Fue elegido diputado europeo con un gran éxito electoral, obteniendo más de 700 000 votos en toda Italia. En su circunscripción del sur de Italia, Santoro derrotó al propio Berlusconi, logrando 526 535 votos frente a 452 326.
Michele Santoro dimitió como diputado al Parlamento Europeo el 19 de octubre de 2005, basando su decisión en su deseo de regresar a trabajar en la RAI y citando una sentencia judicial que obligaba a la televisión nacional italiana a readmitirlo. Al mismo tiempo, anunció su participación en RockPolitik, un controvertido y esperado programa de televisión de Rai 1, presentado por el cantante Adriano Celentano, donde se tratarían cuestiones relacionadas con la censura en los medios, después de que Luttazzi y Biagi se negaran a ser invitados al programa.

### Regreso a la RAI y años posteriores

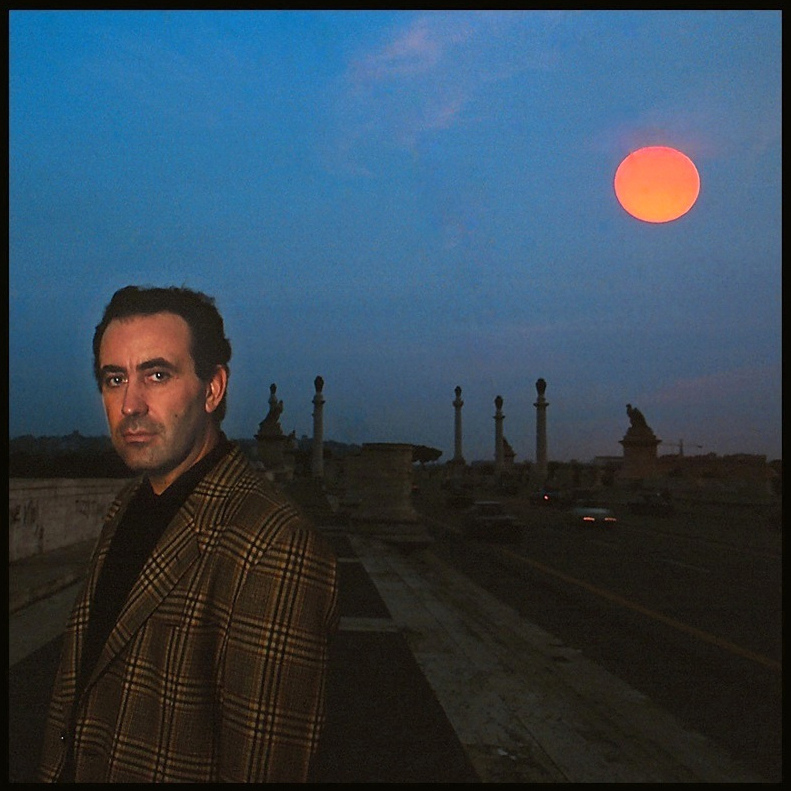
Michele Santoro en 1987

Tras su dimisión en el Parlamento Europeo, empezó a trabajar en un nuevo magacín de noticias para televisión llamado AnnoZero (Año Cero), emitido por Rai 2 y Rai Extra y cuya primera emisión estaba prevista para el 27 de abril de 2006; sin embargo, su debut se retrasó y comenzó el 14 de septiembre. Los comentaristas habituales del programa son el periodista Marco Travaglio y el dibujante Vauro . El episodio del programa emitido el 8 de marzo de 2007, que contó con el ministro de Justicia italiano Clemente Mastella como invitado especial, causó controversia por su fuerte posición sobre el tema DiCo. Mastella abandonó el programa en protesta durante su transmisión en vivo.
A finales de 2011, Santoro no renovó su acuerdo con RAI y LA7 y decidió crear un magacín de televisión con distribución en canales de televisión locales y transmisión en directo por Internet. Posteriormente firmó un acuerdo con Sky TG24.
En 2012, regresó a LA7 con un nuevo programa de entrevistas políticas llamado Servizio Pubblico. El 10 de enero de 2013, junto a Marco Travaglio, recibió a Silvio Berlusconi en un episodio de su programa que se convirtió en la emisión más vista en la historia de LA7. Presentó el programa hasta 2015.
En 2016, Santoro regresó brevemente a la RAI con un nuevo programa de entrevistas titulado Italia de seis episodios.

### Elecciones europeas de 2024
En 2024, después de haber organizado una serie de eventos "relacionados con la paz" en apoyo a la reducción de la participación política de Italia en la guerra ruso-ucraniana, Santoro presentó una nueva lista política llamada Paz, Tierra, Dignidad, compuesta por varios partidos menores de izquierda y miembros independientes. La lista participó en las elecciones al Parlamento Europeo de 2024 en Italia, pero no consiguió ningún escaño.